# Polygonella gracilis
Polygonella gracilis är en slideväxtart som först beskrevs av Thomas Nuttall, och fick sitt nu gällande namn av Meissn.. Polygonella gracilis ingår i släktet Polygonella och familjen slideväxter. Inga underarter finns listade i Catalogue of Life.